# 중앙주 (에리트레아)

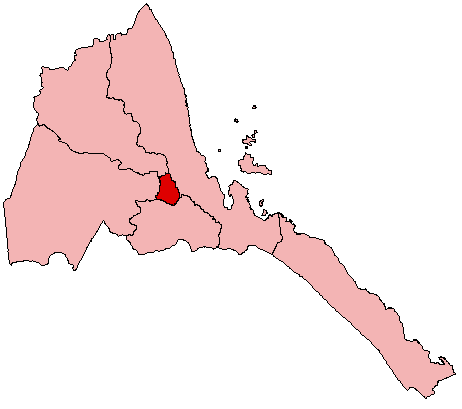
중앙주

중앙주(中央州, 티그리냐어: ዞባ ማእከል) 또는 마에켈주는 에리트레아 중서부에 있는 주(州)로, 면적은 1,300km2이며 인구는 538,749명이다. 주도는 아스마라다.